# Parrotspitze
Parrotspitze (wł. Punta Parrot) – szczyt w masywie Monte Rosa w Alpach Pennińskich. Leży na granicy między Szwajcarią (kanton Valais) a Włochami (region Piemont), na południe od Dufourspitze – najwyższego szczytu masywu. W pobliżu leżą też Signalkuppe i Piramide Vincent. Szczyt przykrywa lodowiec Grenzgletscher.
Nazwa szczytu pochodzi od nazwiska J.J. Friedricha Wilhelma Parrota, profesora Uniwersytetu w Dorpacie (obecnie Uniwersytet w Tartu), który w 1817 r. wszedł na szczyt Monte Rosy.
Pierwszego odnotowanego wejścia dokonali Reginald S. Macdonald, Florence Crauford Grove, Montagu Woodmass, William Edward Hall, Melchior Anderegg i Peter Perren 16 sierpnia 1863 r.
Szczyt można zdobyć ze schronisk Monte Rosa Hut (2795 m) po stronie szwajcarskiej oraz Rifugio Gnifetti (3647 m) i Rifugio Citta di Mantova (3498 m) po stronie włoskiej.